# Ејик
Ејик (рус. Эйик; јакутски: Ээйик) село је у Олењочком рејону, на северозападу Републике Јакутије у Русији. Ејик се налази на обали истоименог језера, 550 км. југоисточно од Олењока, центра рејона. Сеоска општина, чији је центар Ејик, се зове Шологонска национална.

## Становништво
| 1989. | 2002. | 2010. |
| ----- | ----- | ----- |
| 300   | 346   | 344   |

У Ејику по подацима 2009. године нема интернет везе због мале снаге телефонске централе, али постоји мобилна телефонија.